# Werdau
Werdau este o localitate (oraș district) în districtul Zwickau, landul Sachsen, Germania.

## Geografie

### Așezare
Orașul se află pe malul râului Pleiße, la vest în Depresiunea Erzgebirge (Munții metaliferi), regiunea având altitudinea de 340 m deasupra n.m. Orașe mari din apropiere fiind Zwickau, care se află la 8 km (în linie aeriană), Gera la 26 km, iar  la 39 km depărtare Chemnitz.

### Comune vecine
Fraureuth, Langenbernsdorf, Lichtentanne și Neukirchenin  districtul Zwickauer Land, orașul Zwickau ca și Mohlsdorf și Teichwolframsdorf in Turingia districtul Greiz.

### Subîmpărțire
De administrația orașului aparțin cartierele Königswalde, Steinpleis, Langenhessen și Leubnitz. 

## Istoric

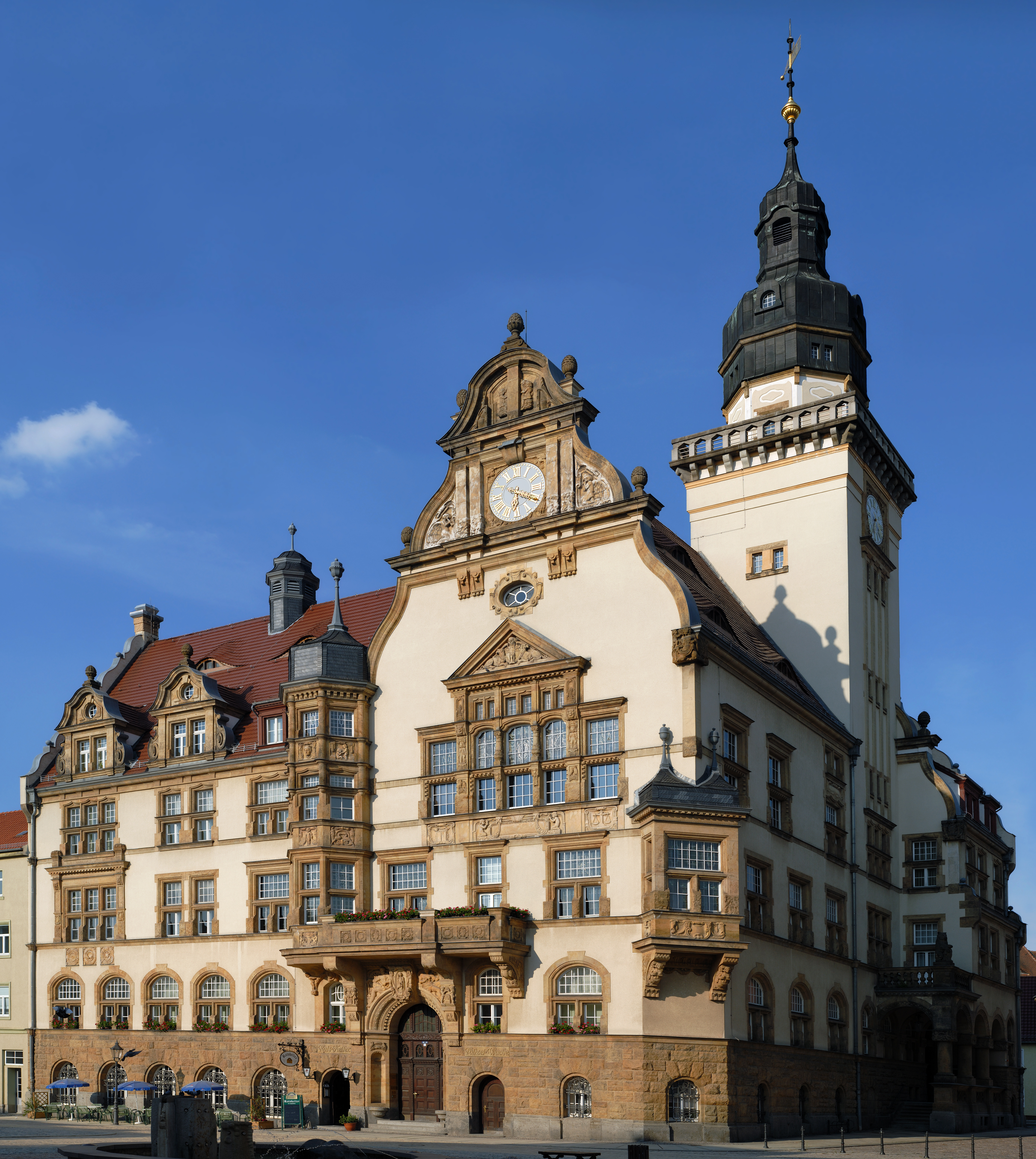
Primăria Werdau

In cartierul „Untersteinpleis” a fost probabil ultima așezare romană, care avea un rol militar, fiind o avangardă romană pe teritoriul Saxoniei. Denumirea inițială a localității a fost „Werde”, care s-a schimbat prin secolul XIV, dintr-un sat devenind „civitas”, această dezvoltare a așezării se datorește poziției geografice favorabile, prin drumul comercial  Reichenbach – Altenburg – Leipzig care traversa localitatea. Se dezvoltă  în localitate industria textilă  reprezentată pe la mijlocul secolului XV printr-o fabrică de pânză.

## Structura demografică

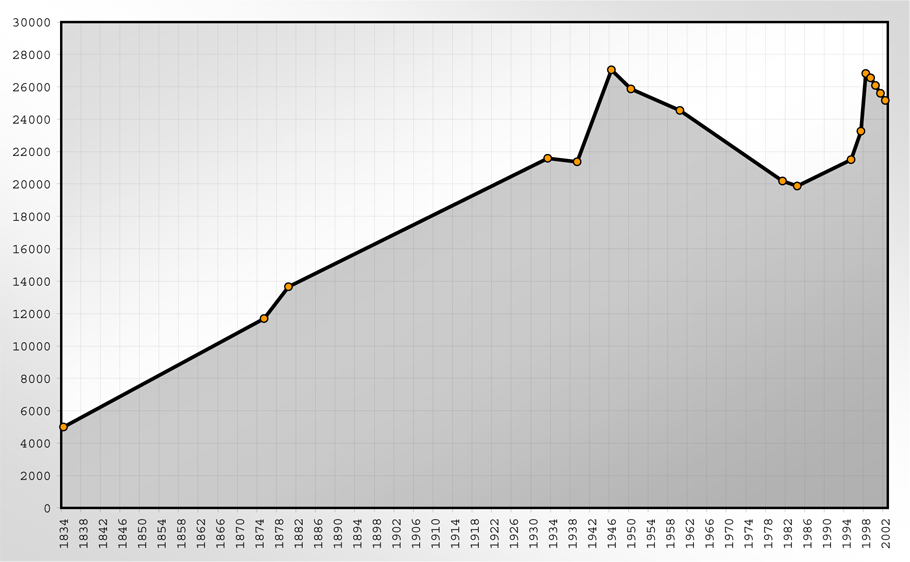
Creșterea numărului populației

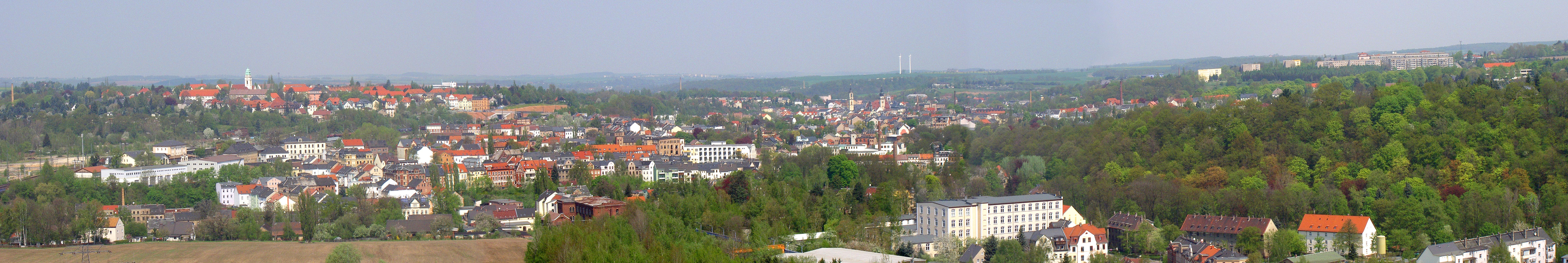
Panorama orașului Werdau

Creșterea numărului populației:
| 1834 - 1950 - 1834 - 4.994 - 1875 - 11.689 - 1880 - 13.654 - 1933 - 21.587 - 1939 - 21.369 - 1946 - 27.041 - 1950 - 25.864 | 1960 - 1999 - 1960 - 24.539 - 1981 - 20.177 - 1984 - 19.870 - 1995 - 21.504 - 1997 - 23.258 - 1998 - 26.823 - 1999 - 26.552 | 2000 - 2004 - 2000 - 26.077 - 2001 - 25.595 - 2002 - 25.158 - 2003 - 24.791 - 2004 - 24.559 - 2005 - 24.290 - 2006 - 23.976 |

1. ↑  Alle politisch selbständigen Gemeinden mit ausgewählten Merkmalen am 31.12.2018 (4. Quartal) (în germană), Statistisches Bundesamt[*], arhivat din original la 10 martie 2019, accesat în 10 martie 2019